# Anachariesthes abyssinica
Anachariesthes abyssinica är en skalbaggsart som beskrevs av Müller 1949. Anachariesthes abyssinica ingår i släktet Anachariesthes och familjen långhorningar. Inga underarter finns listade i Catalogue of Life.